# Gayana Botánica
Gayana Botánica (abreviada como Gayana Bot.) es una publicación científica en español e inglés. Dedicada al naturalista francés Claudio Gay, es una revista para la publicación rápida de investigaciones originales en todas las áreas de la biología de plantas y hongos. Esta revista es publicada por Ediciones de la Universidad de Concepción, Chile, y consta de un volumen anual, compuesto por dos números. Gayana Botánica constituye el órgano oficial de la Sociedad Botánica de Chile.

## Contenido
La revista recibe trabajos realizados por investigadores de todas las nacionalidades, elaborados según las normas del reglamento, en inglés o español.
Se reciben trabajos sistemáticos, taxonómicos, florísticos, ecológicos, fisiológicos, morfológicos, de desarrollo, de conservación, citológicos y fitoquímicos.
Los trabajos sistemáticos, taxonómicos, morfológicos, desarrollo, florísticos, fisiológicos, conservación, citológicos y fitoquímicos deben estar respaldados por materiales depositados en herbarios estatales o institucionales de fácil acceso a la comunidad científica.